# تپه چیا نظام
تپه چیا نظام مربوط به دوران پیش از تاریخ ایران باستان تا دوران‌های تاریخی پس از اسلام است و در شهرستان دلفان، بخش مرکزی، روستای خان آباد واقع شده و این اثر در تاریخ ۱۷ اسفند ۱۳۸۱ با شمارهٔ ثبت ۷۹۶۷ به‌عنوان یکی از آثار ملی ایران به ثبت رسیده است.